# Komorkis
Komorkis (Ko'komiki'somm, Ko'komiki'somma, Kokomikeis, Kokimmikisoom, Kokomi kisomm), Komorkis je Mjesec, drugi najstariji od svetih Nebeskih ljudi kod Blackfoot Indijanaca. Ona je žena boga sunca Natosa i majka zvijezda, od kojih je najvažnija Jutarnja zvijezda (Apisirahts). Za Komorkis se kaže da je baka nekoliko heroja iz legende kod Blackfoota, kao što je Star-Boy.